# Šport u 1958.
◄◄ | ◄ | 1955. | 1956. | 1957. | 1958.  | 1959. | 1960. | 1961. | ► | ►►
Arhitektura • Astronautika • Astronomija • Biologija • Film • Fotografija • Glazba • Kazalište • Kemija • Kiparstvo • Knjige • Književnost • Kršćanstvo • Meteorologija • Medicina • Planinarstvo • Politika • Pravo • Promet • Slikarstvo • Strip • Šport • Televizija • Znanost • Zrakoplovstvo • Željeznički promet
Šport u 1958.

## Svijet

### Natjecanja

#### Svjetska natjecanja
- Od 27. veljače do 8. ožujka – Svjetsko prvenstvo u rukometu u DR Njemačkoj: prvak Švedska
- Od 8. do 29. lipnja – Svjetsko prvenstvo u nogometu u Švedskoj: prvak Brazil

#### Kontinentska natjecanja

##### Europska natjecanja
- Od 31. kolovoza do 6. rujna – Europsko prvenstvo u vaterpolu u Budimpešti u Mađarskoj: prvak Mađarska

### Osnivanja
- FK Rubin Kazanj, ruski nogometni klub

## Hrvatska i u Hrvata

### Osnivanja
- NK Sloga Samatovci, hrvatski nogometni klub

## Vanjske poveznice
|  | Zajednički poslužitelj ima još gradiva o temi Šport u 1958. |